# محمد شرف (معجمي)
محمد شرف التونسي (1890 - 1949م) طبيب ولغوي ومؤلف أحد أشهر المعاجم الطبية العربية: «معجم إنجليزي عربي في العلوم الطبية والطبيعية» ويعرف أيضًا باسم «معجم شرف»، والملقب برائد المعاجم الطبية.

## مقدمة
بعد قيام مدرسة طب القصر العيني في عهد الوالي محمد علي، رأى القائمون على المدرسة ضرورة وجود معجم للمصطلحات الطبية يساعد الطلاب في متابعة دراسة الطب الحديث، وكانت الدراسة باللغة العربية، فأحضر كلوت بك معجما طبيا فرنسيا يقع في 8 أجزاء ويشتمل على المصطلحات العلمية والفنية في الطب والنبات والحيوان والعلوم الأخرى ذات الصلة بالطب، وتعاونت المدرسة بكل هيئاتها في ترجمة هذا المعجم الكبير إلى العربية تحت إشراف الدكتور برون الذي خلف كلوت بك في إدارة المدرسة الوليدة.
قام هذا العميد بتفريق المعجم على أساتذة المدرسة، وقام كل منهم بترجمة المصطلحات التي تدخل في اختصاصه، من أمثال النبراوي أستاذ الجراحة، ومحمد الشافعي أستاذ الأمراض الباطنية، ومحمد الشبابي أستاذ التشريح، وأحمد حسن الرشيدي أستاذ الطبيعة، وحسين غانم الرشيدي أستاذ الأقرباذين (الأدوية)، ومحمد السبكي أستاذ الرمد.
لم يكتف الدكتور برون بهذا الجهد المشكور في الترجمة، بل أراد أن يضم إلى المعجم الجديد الألفاظ والمصطلحات الطبية القديمة، فوزع على أساتذة المدرسة الذين قاموا بالترجمة القاموس المحيط للفيروز آبادي وأشرك معهم مصححي المدرسة، وطلب منهم أن يستخرجوا من القاموس كل لفظ دل على مرض أو عرض، وكل اسم نبات أو معدن أو حيوان، وكلف أحد مصححي المدرسة وهو العالم اللغوي محمد عمر التونسي باستخراج ما في كتاب القانون لابن سينا وتذكرة داود من مصطلحات وتعاريف طبية وأسماء عقاقير وأدوية.
قام التونسي بترتيب ما جمع من مصطلحات على حروف المعجم، وراجعه مراجعة دقيقة وقابله مع وكيل مدرسة الطب الدكتور محمد الشافعي، وأطلق على هذا العمل الرائد «الشذور الذهبية في المصطلحات الطبية». غير أن هذا العمل العظيم لم يعرف طريقه إلى الطباعة، وظل حبيس دار الكتب المصرية ولم ينشر منه إلا 100 صفحة فقط، وهكذا كان حظ أول معجم عربي للمصطلحات الطبية في العصر الحديث أن لا يرى النور ولا يتداول بين طلاب مدرسة الطب المصرية.
جاءت المحاولة الثانية لصناعة معجم عربي للمصطلحات الطبية على يد الطبيب النابغة محمد شرف؛ فاستقبل استقبالا طيبا، واتخذ مرجعا في سائر البلاد العربية، يستعين به الأطباء وغيرهم. وعلى الرغم من مرور أكثر من 75 عاما على صدوره فإنه لم يفقد أهميته ولا يزال مستخدما حتى الآن بين طلاب كليات الطب، وتستفيد منه المجامع اللغوية في وضع المصطلحات الطبية.

## نشأته دراسته
ولد في قرية شبرابتوش، محافظة المنوفية، مصر في 4 من ذي الحجة 1307 هـ الموافق 22 يوليو 1890م. نشأ في أسرة على جانب من الثراء، وسلك به والده الطريق الذي كان يسلكه أعيان القرى في ذلك الحين من تعليم أبنائهم، فحفظ القرآن الكريم في كتاب القرية، وتعلم مبادئ القراءة والكتاب والحساب، ثم التحق بالتعليم المدني ونال الشهادة الابتدائية سنة 1321 هـ/1903م، وحصل على الشهادة الثانوية سنة 1326 هـ / 1908م، ثم التحق بمدرسة الطب المصرية.
في هذه الفترة من تاريخ مصر التي اشتعلت فيها الوطنية في نفوس المصريين انغمس محمد شرف في العمل الوطني، وناصر الحزب الوطني الذي أنشأه الزعيم مصطفى كامل، ودعا زملاءه سنة 1327 هـ = 1909م) إلى الاكتتاب في مساعدة صحيفة العلم التي حلت محل جريدة اللواء التي أنشاها مصطفى كامل، وكانت لسان الحركة الوطنية في البلاد. قد أسخط هذا العمل ناظر مدرسة الطب وكان إنجليزيا، فبدأ يترصد محمد شرف الذي اضطر إلى ترك المدرسة بعد أن قضى بها 3 سنوات، فسافر إلى إنجلترا لاستكمال دراسته الطبية بناء على نصيحة أستاذه الدكتور بهجت وهبي الذي حذر تلميذه من ناظر المدرسة الإنجليزي الذي يبيت الشر له، وبعد حصوله على شهادة الطب سنة 1914م عاد إلى مصر، وعمل في المستشفى العباسي بالقاهرة ويعرف الآن بمستشفى المنيرة.

## الرفقة الطبية
شاء الله أن يعمل محمد شرف جراحا مساعدا لشيخ الجراحين في وقته علي لبيب، وزميلا لأحمد عيسى الطبيب اللغوي، وكلا الرجلين درس الطب بالعربية في مدرسة قصر العيني قبل جعل الإنجليزية لغة الدراسة بها. كما أن الدكتور أحمد عيسى كان له عناية فائقة باللغة العربية وبتاريخ الطب في الإسلام، وحسبك أن تعلم أن وزارة المعارف قد كلفته بنشر المعجم الطبي الذي أشرف عليه كلوت بك والذي أشرنا إليه، فنشر منه 100 صفحة بعد أن ترجم كل لفظة من ألفاظ المعجم إلى اللغتين الإنجليزية والفرنسية، وإلى جانب ذلك ترجم إلى العربية مرجعا في أمراض النساء، ووضع معجما لأسماء النباتات، وآخر في أسماء الأطباء ترجم فيه للمشتغلين بالطب حتى وقته.
هذه البيئة الصالحة كان لها أثر كبير في توجيه محمد شرف وتنمية معرفته بالعربية، وتقوية حرصه على النهوض بها في وقت كان المستعمر الإنجليزي يفرض لغته على التعليم في مصر بهدف محو الشخصية وطمس الهوية العربية الإسلامية، الأمر الذي دعا الغيورين إلى ضرورة إحياء اللغة العربية، وإيقاظ الوعي القومي، والتطلع إلى النهوض والإصلاح.

## أعماله العلمية
عمل محمد شرف على وضع معجم للمصطلحات الطبية باللغة العربية اختار له اسم «معجم إنجليزي عربي في العلوم الطبية والطبيعية»، ووصفه بقوله:
احتوى المعجم شرف على أكثر من 70 ألف مصطلح ، وقد لاقى استحسانا كبيرا حتى أن الجمعية المصرية الطبية «دعت إلى اتخاذه مرجعا في سائر البلاد العربية، ورأت أن خير وسيلة لتوحيد المصطلحات الطبية هو الاكتفاء بما ورد في هذا المعجم، والترحيب بكل اقتراح أو تصحيح لأي لفظ ورد بالمعجم، أو وضع ألفاظ جديدة لم ترد به، وشكلت لجنة لفحص جميع ما يصل إليها من الاقتراحات في هذا الشأن وإقرار الصالح منها لإدخاله في الطبعات التالية».

## الصيد.. متعة ومعرفة
إلى جانب التحصيل العلمي والانكباب على مؤانسة الكتب وصحبتها فقد كان يهوى الصيد مع الأميرين المصريين يوسف كمال، وكمال الدين حسين، وقد أتاحت له رحلات الصيد دراسة أشتات من النباتات والحيوان، شاهدها في مواطنها، وعرف الكثير عنها، ودون أسماءها في بلادها، ليقارنها بالأسماء العلمية وما يقابلها بالعربية، وقد رافق يوسف كمال في رحلته إلى الهند وبلاد التبت، وهي أصقاع اشتهرت بغرائب النبات والحيوان ومعرفة الطب وما يستعمل في المداواة والعلاج، كما صحبه في رحلاته إلى أواسط أفريقيا والصحراء الكبرى ثم إلى شرق أفريقيا وجنوبها.
مكنته هذه الثقافة التي اكتسبها من رحلاته من نقد بعض الكتب التي تتعلق بالنبات والحيوان، فله كتاب اسمه «أسماء الحيوان» يرد فيه على الدكتور أمين المعلوف، ويفند ما جاء في معجمه، وله كتاب آخر اسمه «مصطلحات النبات» نقد فيه «معجم أسماء النبات» للدكتور أحمد عيسى.

## في مجمع الخالدين
كان الدكتور محمد شرف من المؤمنين بفكرة المجمع اللغوي، فدعا إلى إنشاء مجمع لغوي يضم خيرة العلماء، ويتصل اتصالا وثيقا بمنتديات اللغة في الشام والعراق والمغرب، ولا يقتصر هذا المجمع على المشتغلين بالأدب واللغة، بل يكون معهم جماعة من الأطباء والمهندسين وعلماء الزراعة والصناعة والمتخصصين في اللغات السامية كالعبرية والآرامية والسريانية.
تحققت دعوته فصدر مرسوم ملكي بإنشاء مجمع فؤاد الأول للغة العربية سنة 1351 هـ/ 1932م ولم يكن من بين أعضائه العشرين المؤسسين الدكتور محمد شرف، ثم اختير ضمن الفوج الثالث من شيوخ اللغة والعلم الذين دخلوا المجمع سنة 1365 هـ=1946م، وكانوا 10 أعضاء جدد، كان من بينهم إبراهيم بيومي مدكور، وعبد الرزاق السنهوري، ومحمد فريد أبو حديد، والشيخ محمود شلتوت، والدكتور أحمد زكي.
عقدت جلسة لاستقبالهم في 18 من المحرم 1366هـ = 12 من ديسمبر 1946م، وألقى كلمة الاستقبال أحمد أمين، وكان مما قاله عن الدكتور محمد شرف: «طبيب تبحر في طبه، لم يمنعه اطلاعه على آخر ما وصل إليه الطب الجديد أن يقف على الطب العربي القديم يقرأ كتبه ويختار مصطلحاته، ويقوم قبل تكوين المجمع بشيء من أهم أغراض المجمع، فيضع معجما ضخما يبذل فيه مجهودا ضخما يضمنه ما وصل إليه بجهده من مصطلحات علمية».
وعلى الرغم من قصر الفترة التي قضاها في المجمع اللغوي، وهي لا تتجاوز أكثر من عامين وبضعة أشهر، فإنه اشترك في كثير من لجانه، وتقدم بمادة «أبد» نموذجا للمعجم الكبير الذي كان المجمع يخطط لإصداره، وببحث قيم بعنوان «الفرق بين الحلق والحلقوم».
اختير محمد شرف عضوا في محمع اللغة العربية سنة 1946م.
ظل محمد شرف يعمل بالطب حتى اعتزله بعد 25 عاما من العمل جراحا، وكان آخر منصب تولاه هو وكالة كلية الطب بجامعة القاهرة، ثم توفي عام 1368 هـ / 1949م.